# Carthausen
Carthausen ist eine Ortschaft bei Halver im Märkischen Kreis im Regierungsbezirk Arnsberg in Nordrhein-Westfalen (Deutschland).

## Lage und Beschreibung
Carthausen liegt auf 310 Meter über Normalnull nordöstlich des Halveraner Hauptortes an der Mündung des Schlechtenbachs in die Bräumke. Der Ort ist über die Landesstraße L868 zu erreichen; dort zweigt eine Zufahrt ab, die die anderen Orte im Schlechtenbachtal wie Ober- und Mittelcarthausen, Solberg, Clev und Schlechtenbach anbindet. Eine weitere dort abzweigende Straße führt nach Wiene und Othmaringhausen. Weitere Nachbarorte sind Bruch, Lömmelscheid, Steinbach und der Heesfelder Hammer. Südöstlich erhebt sich die 350 Meter über Normalnull hohe Susannenhöhe.
Erst ab der Mitte des 20. Jahrhunderts änderte sich die Schreibweise von Niederkarthausen zu Niedercarthausen. Gegen Ende des 20. Jahrhunderts fiel das Präfix Nieder- weg und der Ort wurde nur noch Carthausen genannt.

## Geschichte
Carthausen wurde erstmals als Niederkarthausen 1220 urkundlich erwähnt, die Entstehungszeit der Siedlung wird aber für den Zeitraum zwischen 600 und 700 in der Zeit der zweiten sächsischen Landnahme vermutet. Somit ist Carthausen eine der früheren Siedlungen in Halver.
Im Mittelalter war (Nieder-)Carthausen ein von Adeligen, den Herren von Karthausen, bewohnter, mit einem Wassergraben gesicherter Gräften- und Herrenhof. Allerdings ist kein besonderes Herrenhaus überliefert. Als (Nieder-)Carthausen sich im 15./16. Jahrhundert zu einem Rittergut entwickelte, besaß der Hof eine Größe von ca. 700 Morgen.
Im Kirchenbuch der evangelisch-lutherischen Gemeinde Halver findet sich im Februar 1740 der Sterbeeintrag für den mit 82 Jahren verstorbenen Herrn „Stephan Johann Caspar Wippermann zu Obern-Karthausen, vorhin gewesener Besitzer und Erbherr des adelich freien Hauses niedern-Karthausen“. Sein Vater Johannes Wippermann „zu Niedern Carthaußen“ und sein verstorbener Großvater Heinrich werden 1692 als „Edelvest“ bezeichnet.
1818 lebten 15 Einwohner im Ort. 1838 gehörte Carthausen unter dem Namen Niedern-Karthausen der Gloerfelder Bauerschaft innerhalb der Bürgermeisterei Halver an. Der laut der Ortschafts- und Entfernungs-Tabelle des Regierungs-Bezirks Arnsberg als Hof kategorisierte Ort besaß zu dieser Zeit vier Wohnhäuser, zwei Fabriken bzw. Mühlen und vier landwirtschaftliche Gebäude. Zu dieser Zeit lebten 38 Einwohner im Ort, allesamt evangelischen Glaubens.
Das Gemeindelexikon für die Provinz Westfalen von 1887 gibt eine Zahl von zehn Einwohnern an, die in zwei Wohnhäusern lebten.
Carthausen besaß einen Haltepunkt an der Hälvertalbahn.